# Isla baja

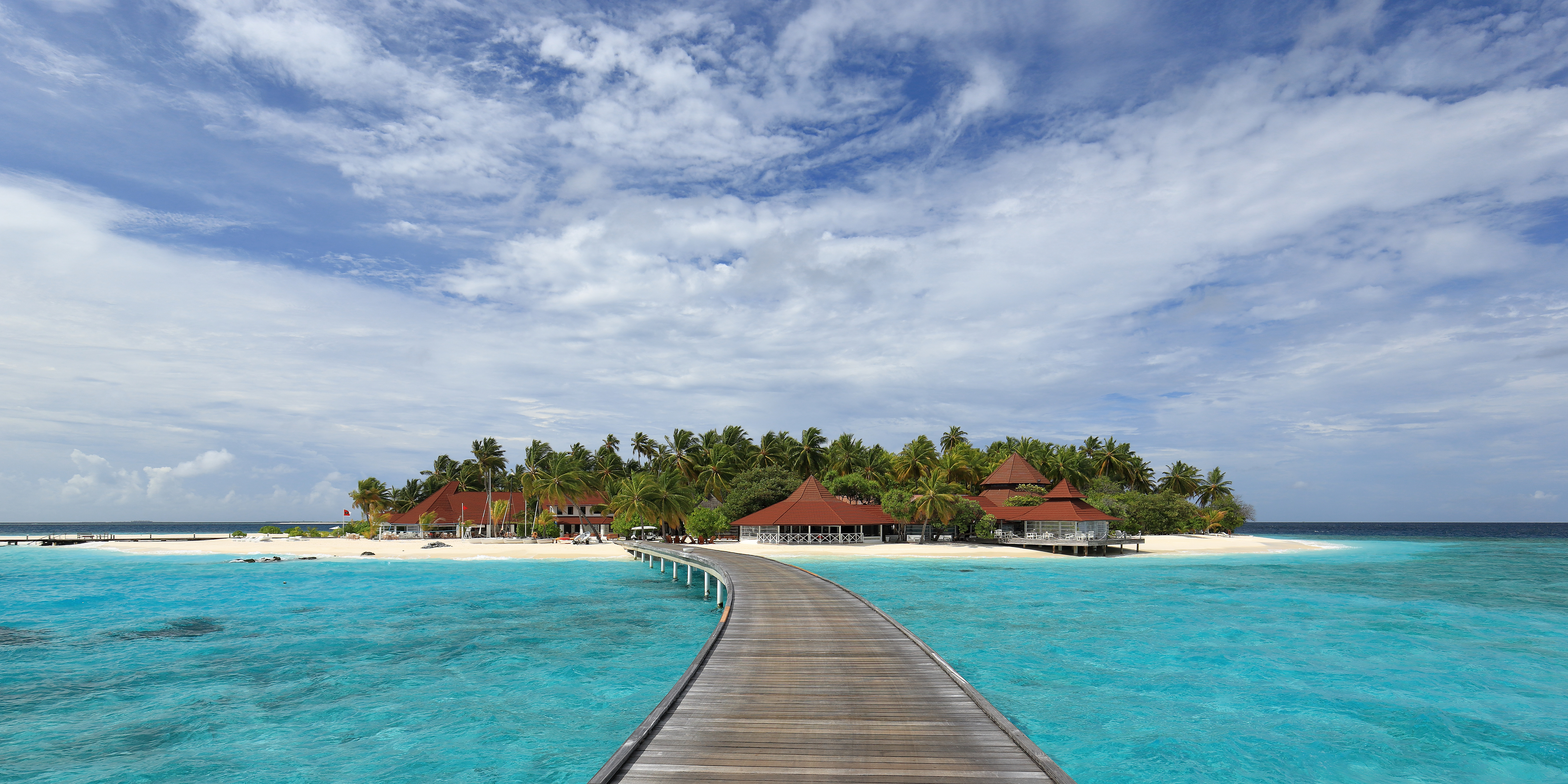
Una isla coralina en Maldivas

Una isla baja o isla coralina es un tipo de isla formada a partir de detritos de coral y de material orgánico asociado. Ocurre en áreas tropicales y subtropicales, típicamente como parte de un arrecife de coral que ha crecido hasta cubrir un área mucho mayor bajo el mar. El término isla baja se puede utilizar para distinguirlas de las islas altas, que se forman mediante acción volcánica. Las islas bajas se forman como resultado de la sedimentación sobre un arrecife de coral o por el levantamiento de dichas islas.

## Ecosistema

Sistema de arrecife saludable

Los arrecifes de coral son algunos de los ecosistemas más antiguos del planeta; a lo largo del tiempo geológico, forman enormes arrecifes de caliza. El entorno del arrecife alberga más especies de plantas y animales que cualquier otro hábitat. Los arrecifes de coral son vitales para la vida en múltiples aspectos, algunos de los cuales incluyen la estructura, la ecología y los ciclos de nutrientes que sustentan la diversidad biológica en los arrecifes.
Los arrecifes de coral construyen enormes esqueletos calcáreos que sirven como hogar para animales como peces que se esconden dentro de los recovecos del arrecife y percebes que se adhieren directamente a la estructura del coral. Las estructuras también ayudan a las plantas que necesitan el sol para realizar fotosíntesis, elevándolas a la superficie del océano donde la luz del sol puede penetrar el agua. Las estructuras también crean zonas tranquilas en el océano que proporcionan un lugar para que prosperen especies de peces y plantas.
Con el transcurso del tiempo geológico, un arrecife puede llegar a la superficie y convertirse en una isla de coral, donde comienza a conformar un ecosistema completamente nuevo para las criaturas terrestres.

## Formación

Volcán con arrecife circundante, barrera de arrecife y, finalmente, formación de atolón de coral.

Una isla baja comienza como una isla volcánica sobre un punto caliente geológico. A medida que el volcán va emergiendo del mar, crece un arrecife en el borde externo del volcán. El volcán finalmente se aleja del punto caliente mediante la tectónica de placas. Una vez que esto ocurre, el volcán ya no puede seguir el ritmo de la erosión de las olas y sufre subsidencia.
Una vez sumergida la isla, el coral debe seguir creciendo para permanecer en la zona epipelágica. Esto hace que el coral crezca hasta convertirse en un atolón con una laguna poco profunda en el medio. La laguna sufre acreción y crea una isla completamente hecha de materiales de carbonato. Con posterioridad, el proceso se enriquece con los restos de las plantas que crecen en la isla.

### Isla baja versus isla alta
El término "isla baja" se refiere al origen geológico más que a una clasificación estricta respecto a la altura de la isla. Algunas islas bajas, como Banaba, Makatea, Nauru y Niue, se elevan varias decenas de metros sobre el nivel del mar, mientras que numerosas islas altas (las de origen volcánico) se elevan apenas unos pocos metros sobre el nivel del mar, a menudo clasificadas como islotes. Las islas bajas rodean las lagunas de los atolones. Los dos tipos de islas suelen encontrarse muy cerca una de otra. Este es especialmente el caso entre las islas del Océano Pacífico Sur, donde las islas bajas se encuentran en los arrecifes que rodean la mayoría de las islas altas.

## Distribución
La mayoría de las islas bajas del mundo se encuentran en el océano Pacífico, pero también se encuentran en los océanos Atlántico e Índico. Los territorios estadounidenses ultramarinos de Jarvis, Baker y Howland son claros ejemplos de islas coralinas en el Pacífico, y algunas de las islas de Kiribati se consideran islas bajas. Los atolones atlánticos se encuentran en el archipiélago de San Andrés, Providencia y Santa Catalina en el Caribe colombiano y algunas islas del archipiélago de Guna Yala en Panamá. El territorio indio de las Laquedivas es un grupo de 39 islas bajas, junto con algunos islotes y bancos oceánicos menores en el océano Índico. Otras islas coralinas en este océano incluyen las Maldivas, la isla de San Martín en Bangladés, y otras islas cerca de Pattaya y Ko Samui, en Tailandia.

## Ecología

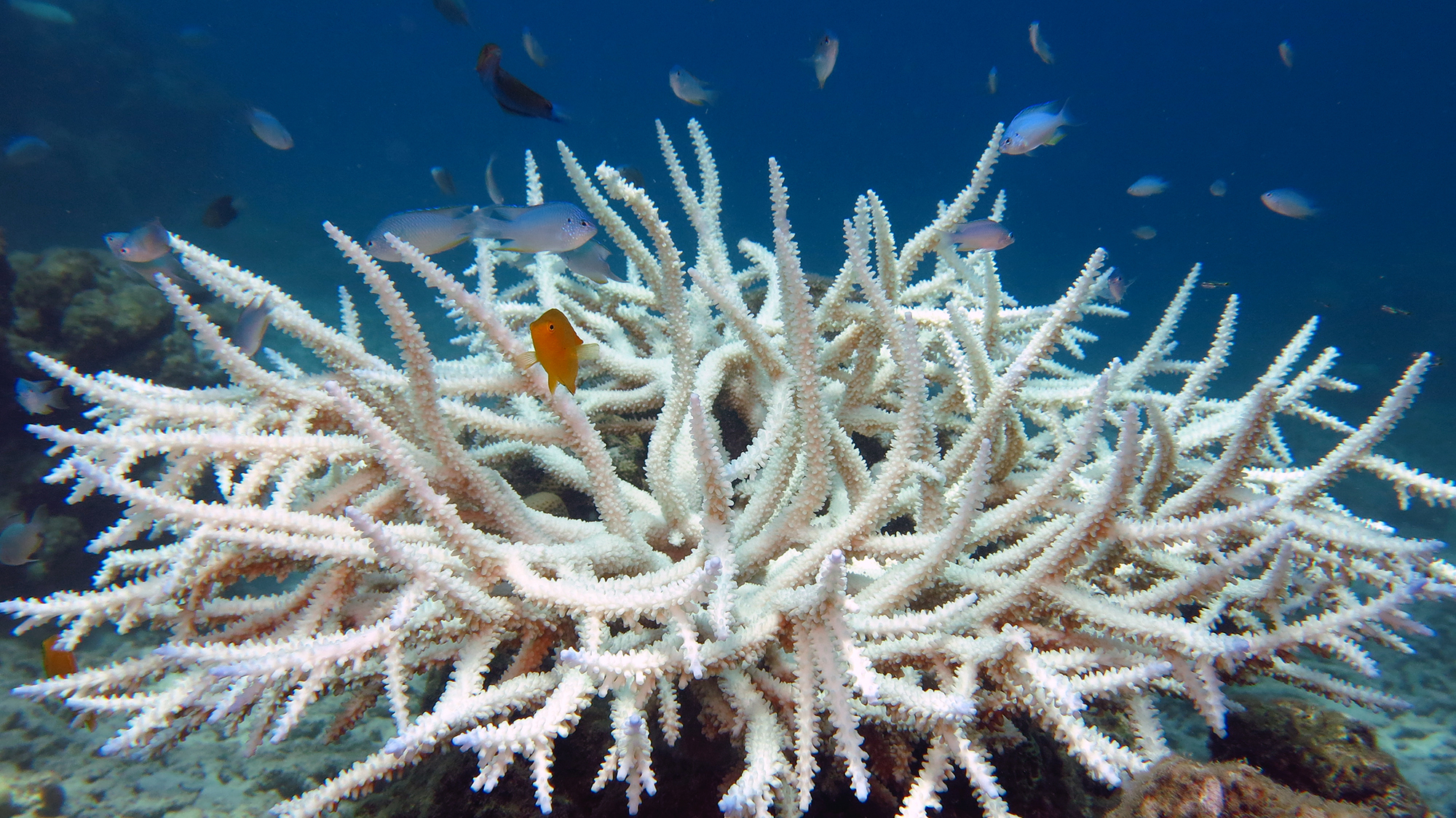
Coral blanqueado debido al aumento de la temperatura del mar, aumento de la acidez y/o contaminación.

El coral es importante para la biodiversidad y el crecimiento de las poblaciones de peces. Muchas islas coralinas son pequeñas y tienen poca elevación sobre el nivel del mar. Por lo tanto, están amenazadas por las tormentas y el aumento del nivel del mar. A través de cambios químicos y físicos, los humanos pueden causar daños importantes a los sistemas de arrecifes y frenar la creación de cadenas de islas de coral.
Los arrecifes de coral están amenazados por numerosos impactos antropogénicos, algunos de los cuales ya han tenido efectos importantes en todo el mundo. Los arrecifes crecen en aguas poco profundas, cálidas y pobres en nutrientes, donde el fitoplancton no los supera. Al agregar fertilizantes al agua de escorrentía, las poblaciones de fitoplancton pueden crecer de manera explosiva y ahogar los sistemas de arrecifes de coral. Agregar demasiados sedimentos puede causar un problema similar pues estos bloquean la luz del sol, matando de hambre a las zooxantelas que viven en los corales y provocando que sufran un proceso conocido como blanqueo de los corales.

Aunque las islas bajas pueden tener menos hábitats potenciales que las islas altas y, en consecuencia, una menor biodiversidad, estudios de ambos tipos de islas en Palau encontraron que la diversidad de especies, al menos en las aguas que rodean la isla, se ve más afectada por el tamaño de la isla que por su origen.

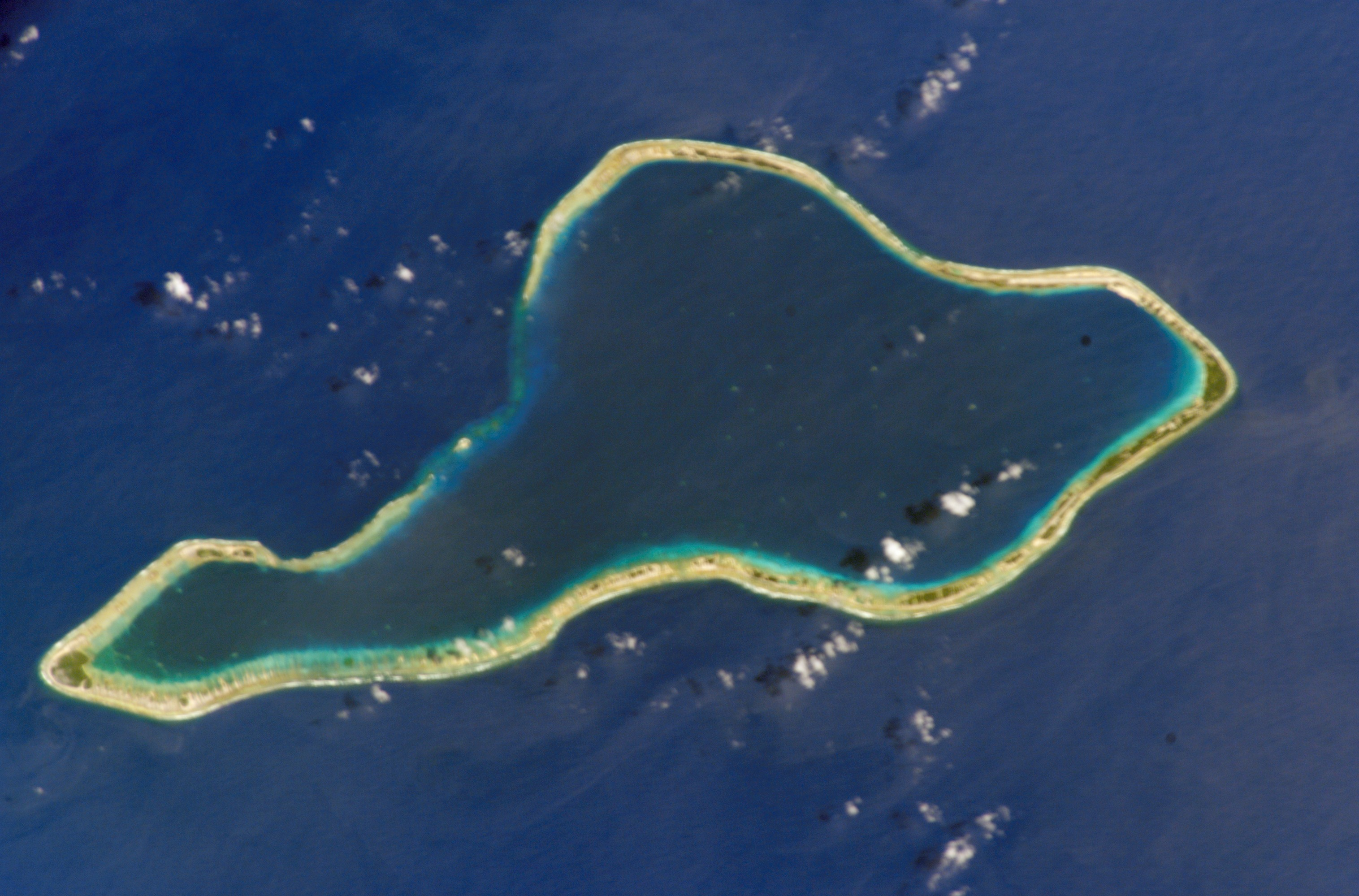
Mururoa, atolón compuesto por islas bajas en el arrecife que rodea una laguna central
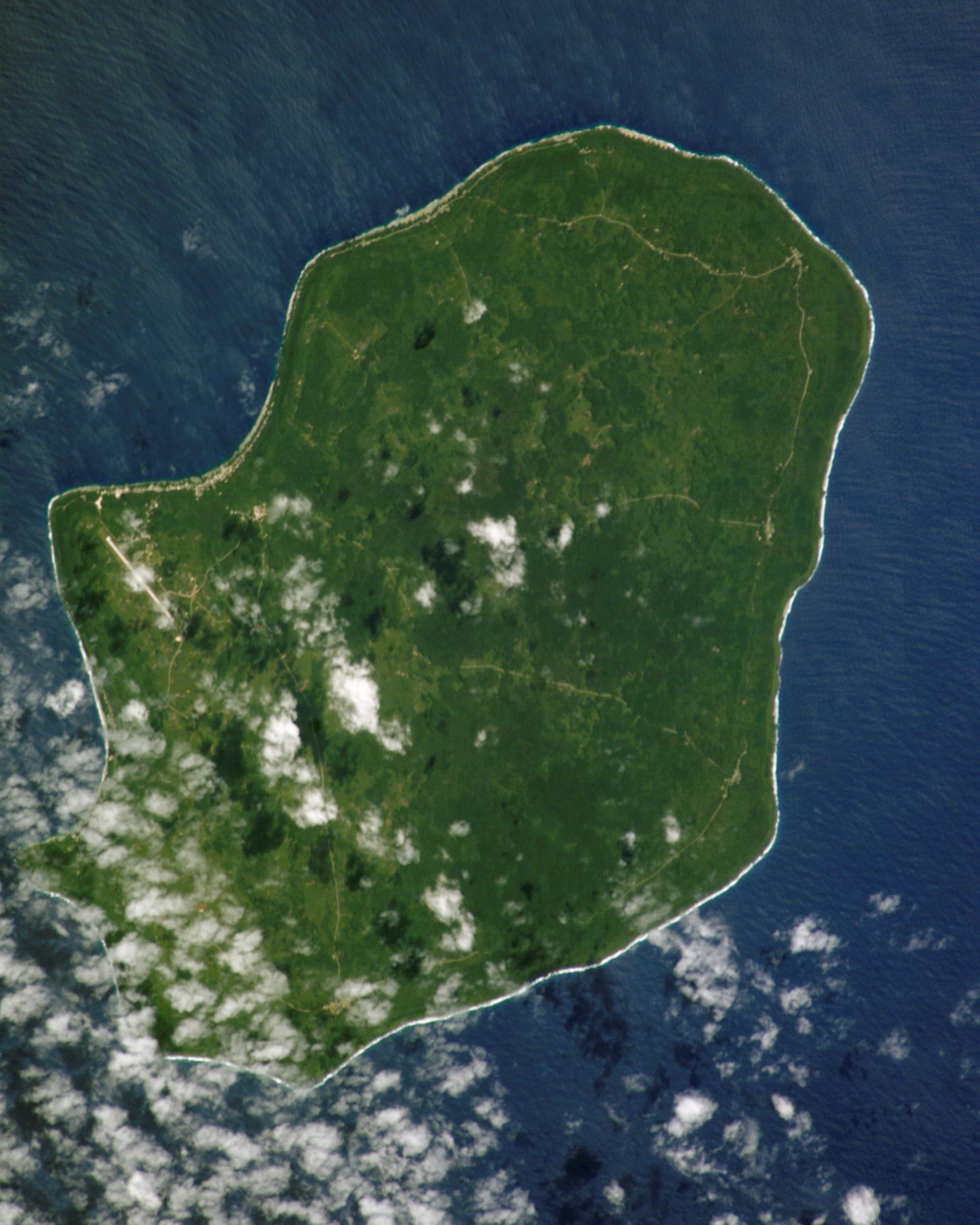
Imagen satelital deNiue, una isla baja y antiguo atolón, donde el arrecife y la laguna se han elevado sobre el nivel del mar debido al levantamiento geológico.